# ارباب حلقه‌ها: حلقه‌های قدرت
ارباب حلقه‌ها: حلقه‌های قدرت (انگلیسی: The Lord of the Rings: The Rings of Power) مجموعهٔ تلویزیونی آمریکایی در ژانر فانتزی است که بر اساس رمان ارباب حلقه‌ها و پیوست‌هایش اثر جی. آر. آر. تالکین ساخته شده است. این مجموعه که به‌دست شورانرهایش جی.دی. پین و پاتریک مک‌کی برای سرویس پخش اینترنتی آمازون پرایم ویدئو ساخته می‌شود، داستان دوران دوم سرزمین میانه را روایت می‌کند که هزاران سال پیش از هابیت و ارباب حلقه‌های تالکین جریان دارد. تولید این مجموعه بر عهدهٔ آمازون استودیوز با مشارکت نیو لاین سینما بوده است.
آمازون در نوامبر ۲۰۱۷ حقوق پخش تلویزیونی ارباب حلقه‌ها را به مبلغ ۲۵۰ میلیون دلار خریداری کرد و پذیرفت که پنج فصل از آن را به ارزش حداقل یک میلیارد دلار تولید کند. این هزینه باعث شد که ارباب حلقه‌ها به پرهزینه‌ترین مجموعهٔ تلویزیونی که تاکنون ساخته شده بدل شود. پین و مک‌کی در ژوئیه ۲۰۱۸ استخدام شدند. این مجموعه اساساً بر اساس ضمایم ارباب حلقه‌ها ساخته شده که شامل نکات دوران دوم است و طبق الزامات معاملهٔ آمازون با املاک تالکین، ادامهٔ سه‌گانه‌های سینمایی ارباب حلقه‌ها (۲۰۰۱–۲۰۰۳) و هابیت (۲۰۱۲–۲۰۱۴) نیست. با وجود این موضوع، تیم تولید قصد داشت با استفاده از طراحی تولید مشابه، نسخه‌های جوان‌تر شخصیت‌های فیلم، و موسیقی ساختهٔ هاوارد شور (که موسیقی هر دو سه‌گانه را ساخته است) فیلم‌های آن سه‌گانه را تداعی کند. بر مک‌کرری سایر موسیقی این مجموعه را آهنگسازی کرده است.
گروه گسترده‌ای از بازیگران در جهان استخدام شدند و فیلم‌برداری فصل نخست از فوریهٔ ۲۰۲۰ تا اوت ۲۰۲۱ در نیوزیلند، که پیش‌تر سه‌گانه در آن‌جا فیلم‌برداری شده بود، به طول انجامید. تولید این مجموعه به‌دلیل همه‌گیری کووید-۱۹ چند ماه وقفه داشت. آمازون تولید فصل‌های آینده را به بریتانیا منتقل کرد. فیلم‌برداری فصل دوم از اکتبر ۲۰۲۲ تا ژوئن ۲۰۲۳ در این کشور صورت گرفت و در بحبوحه اعتصاب سال ۲۰۲۳ انجمن نویسندگان آمریکا به پایان رسید. کار روی فصل سوم آغاز شده است.
ارباب حلقه‌ها: حلقه‌های قدرت نخستین بار در ۱ سپتامبر ۲۰۲۲ به نمایش درآمد و فصل نخست آن شامل هشت قسمت بود که آخرین قسمتش در اکتبر همان سال نمایش داده شد و به گفتهٔ آمازون، پربیننده‌ترین مجموعهٔ اوریجینال شبکهٔ پرایم ویدئو بوده است. این فصل به‌طور کلی نقدهای مثبتی را از سوی منتقدان دریافت کرد، به‌ویژه بابت جلوه‌ها و طرح‌ها، اما نویسندگی و روند کند داستانی مورد نقد قرار گرفت. فصل دوم از اوت تا اکتبر ۲۰۲۴ پخش شد. این فصل با شمار بینندگان کمتری نسبت به فصل نخست روبه‌رو شد و واکنش انتقادی مشابه‌ای داشت.

## خلاصهٔ داستان
داستان ارباب حلقه‌ها: حلقه‌های قدرت هزاران سال پیش از رخدادهای هابیت و ارباب حلقه‌ها جریان دارد و بر اساس تاریخ سرزمین میانه اثر مؤلف انگلیسی جی. آر. آر. تالکین ساخته شده است. داستان در زمان صلح آغاز می‌شود و تمام رویدادهای مهم دوران دوم سرزمین میانه را پوشش می‌دهد که شامل ساخت حلقه‌های قدرت، ظهور ارباب تاریکی سائورون، سقوط پادشاهی جزیرهٔ نومه‌نور، و آخرین اتحاد بین الف‌ها و انسان‌ها می‌شود. این رخدادها در داستان‌های اصلی تالکین بیش از هزاران سال اتفاق می‌افتد، اما در این مجموعه خلاصه شده است.

## قسمت‌ها
| فصل | قسمت‌ها | قسمت‌ها | تاریخ اصلی پخش | تاریخ اصلی پخش |
| فصل | قسمت‌ها | قسمت‌ها | اولین بار      | آخرین بار      |
| --- | ------ | ------ | -------------- | -------------- |
| ۱   | ۸      | ۸      | ۱ سپتامبر ۲۰۲۲ | ۱۴ اکتبر ۲۰۲۲  |
| ۲   | ۸      | ۸      | ۲۹ اوت ۲۰۲۴    | ۳ اکتبر ۲۰۲۴   |

## بازیگران
- مورفید کلارک در نقش گالادریل:
 مبارز الفی که عقیده دارد اهریمن در حال بازگشت به سرزمین میانه است.[۴]
- لنی هنری در نقش سادک باروز
- سارا زوانگوبانی در نقش مریگلد برندی‌فوت
- دیلن اسمیت در نقش لارگو برندی‌فوت
- مارکلا کاونا در نقش النور «نوری» برندی‌فوت
- مگان ریچاردز در نقش پاپی پرادفلو
- رابرت آرمایو در نقش الروند
- بنجامین واکر در نقش گیل-گالاد
- اسمیل کروز کردوا در نقش آروندیر
- نازنین بنیادی در نقش بران‌وین
- تایرو موهافیدین در نقش تئو
- چارلز ادواردز در نقش کلبریمبور
- دانیل ویمن در نقش غریبه: یکی از ایستاری
- اوین آرتور در نقش دورین چهارم
- چارلی ویکرز در نقش سائورون
- سوفیا نوموته در نقش دیسا
- لوید اوون در نقش الندیل
- سینتیا آدای-رابینسون در نقش میریل
- تریستان گرول در نقش فارازان
- مکس بالدری در نقش ایسیلدور
- اما هوروات در نقش ارین
- جوزف ماول (فصل ۱) و سم هزلدین در نقش آدار
- لیون وادهم در نقش کمن

## پخش
ارباب حلقه‌ها: حلقه‌های قدرت نخستین بار در ۱ سپتامبر ۲۰۲۲ در پرایم ویدیو در ایالات متحده نمایش داده شد. قسمت‌ها در بیش از ۲۴۰ کشور و منطقه همزمان با ایالات متحده منتشر شد. پخش فصل دوم از ۲۹ اوت ۲۰۲۴ آغاز شد.

## بازخورد

### شمار بینندگان
آمازون اعلام کرد که دو قسمت نخست حلقه‌های قدرت در طول ۲۴ ساعت پس از انتشار در پرایم ویدیو توسط ۲۵ میلیون بیننده در سراسر جهان تماشا شده است. این شرکت گفت که حلقه‌های قدرت پربیننده‌ترین افتتاحیهٔ این سرویس را داشته است. این نخستین باری بود که آمازون داده‌های بینندگان پرایم ویدیو را به‌طور عمومی اعلام کرد و شرکت مشخص نکرد که کاربر چه مقدار از یک قسمت را باید تماشا کند تا به عنوان بیننده حساب شود. تا دسامبر ۲۰۲۲ بیش از ۱۰۰ میلیون بیننده در سراسر جهان این مجموعه را تماشا کرده بودند و حلقه‌های قدرت پرمخاطب‌ترین مجموعه پرایم ویدیو بود.

### واکنش منتقدان
| فصل | راتن تومیتوز  | متاکریتیک   |
| --- | ------------- | ----------- |
| 1   | ۸۳٪ (۴۹۱ نقد) | ۷۱ (۴۰ نقد) |
| 2   | ۸۵٪ (۱۴۷ نقد) | ۶۷ (۲۵ نقد) |

فصل نخست در وبگاه گردآوری نقد راتن تومیتوز بر اساس نظر ۴۹۱ منتقد، امتیاز ۸۳٪ با میانگین نمرهٔ ۸/۱۰ را کسب کرده است. اجماع منتقدان این وبگاه می‌گوید: «این ممکن است هنوز نمایش یگانه برای حکم راندن بر تمامشان نباشد، اما حلقه‌های قدرت با ارائهٔ باشکوه و مجسم‌سازی صمیمانهٔ سرزمین میانه افسون می‌کند.» این مجموعه در متاکریتیک، که از میانگین وزنی استفاده می‌کند، بر اساس نظر ۴۰ منتقد امتیاز ۷۱ از ۱۰۰ را کسب کرده که نشان‌گر واکنش‌های «عموماً مطلوب» است.
فصل دوم در وبگاه گردآوری نقد راتن تومیتوز بر اساس نظر ۱۴۷ منتقد، امتیاز ۸۵٪ با میانگین نمرهٔ ۷٫۳۵/۱۰ را کسب کرده است. اجماع منتقدان این وبگاه می‌گوید: «فصل سال دومی حلقه‌های قدرت در حالی که برخی از عیب‌های فصل قبلی را حفظ می‌کند، فضائل جدیدی را کشف می‌کند و در مجموع به‌سوی ماجراجویی پویاتری در امتداد دنیای تالکین می‌رود.» این فصل در متاکریتیک، که از میانگین وزنی استفاده می‌کند، بر اساس نظر ۲۵ منتقد امتیاز ۶۷ از ۱۰۰ را کسب کرده که نشان‌گر واکنش‌های «عموماً مطلوب» است.